# Universidad Nacional de Formosa
La Universidad Nacional de Formosa (UNaF) es una universidad pública argentina con sede central en la Ciudad de Formosa, capital de provincia homónima. Fue fundada por la ley 23.631 del 28 de septiembre de 1988, a partir del Instituto Universitario de Formosa creado en 1971 como dependencia de la Universidad Nacional del Nordeste.

## Historia

### Creación
En 1956 se crea la Universidad Nacional del Nordeste (UNNE), como centro universitario para las provincias de Chaco, Corrientes, Misiones y Formosa. La actividad en Formosa comenzaría luego a partir de un convenio entre la UNNE y el gobierno provincial. Luego, el 26 de marzo de 1971 se firma un convenio por el cual se crea el Instituto Universitario de Formosa que inicia su actividad el 21 de abril de ese año. Allí comienzan a funcionar los primeros profesorados y la carrera de Ingeniería Forestal (1973).
El 24 de septiembre de 1988 se crea la Universidad Nacional de Formosa por medio de la ley 23.631. Se transfieren a la nueva universidad las sedes de la UNNE en Formosa. Su primer rector normalizador fue el Dr. Juan Carlos Candia (Decreto Nacional N.º 1699/88), quien estuvo 11 meses en el cargo, durante los cuales se creó el estatuto, se reestructuraron las unidades académicas recibidas y se dictaron reglamentos y convocatorias a concursos docentes. 
Luego de un breve interinato de tres meses del Profesor Ramón Francisco Giménez, asume el Dr. Mario Ferreira Avilés (Decreto Nacional N.º 164/90) quien estuvo dos años en el cargo. Se crea la Facultad de Ciencias de la Administración y Económicas y se abren nuevas carreras: la Licenciatura en Trabajo Social (Resolución N.º 0981/91, nunca se dictó),  Licenciatura en Geografía (Resolución N.º 0236/91), Licenciatura en Psicopedagogía (tuvo alcances limitados) y la Ingeniería Zootecnista (Resolución N.º 0998/91). Además se aprueba el proyecto de construcción del Módulo II del Campus. 
El último rector normalizador, el Profesor Roberto Juan Acosta, permaneció por dos años y ocho meses.

### Normalización de la universidad
En 1997 se reúne la primera Asamblea Universitaria que elige al prof. Antonio Heraldo Prieto como primer rector de la universidad (Resol. N.º 001/97).
En 2002 la Asamblea Universitaria es convocada por segunda vez para la elección de rector y vicerrector. Son elegidos el Lic. Carlos Dalfaro y el Ing. Ftal. Martin Romano (Res. N°001/02). Las flamantes autoridades realizaron una reorganización de las áreas de gestión de la universidad. Se rubricó el acuerdo de las Universidades del Norte Grande, un ente que une las voluntades de diez universidades del norte del país: La Rioja, Córdoba, Catamarca, Salta, Jujuy, Santiago del Estero, Misiones, Formosa, Nordeste y Tucumán.

## Facultades y carreras

### Facultad de Recursos Naturales
- Técnico en Agronegocios
- Ingeniería Civil
- Ingeniería Forestal
- Ingeniería Zootecnista

### Facultad de Administración, Economía y Negocios
- Técnico Contable
- Técnico en Comercio Exterior
- Técnico en Administración de Empresas Agropecuarias
- Analista en TICs
- Contador Público
- Licenciatura en Comercio Exterior
- Licenciatura en TICs (Tecnología en Información y Comunicación)
- Licenciatura en Administración de Empresas Agropecuarias

### Facultad de Ciencias de la Salud
- Técnico en Alimentos
- Enfermería universitaria
- Técnico en Laboratorios de Análisis Clínicos
- Técnico en Bromatología
- Licenciatura en Nutrición
- Licenciatura en Enfermería
- Licenciatura en Bromatología

### Facultad de Humanidades
- Profesorado en Matemáticas
- Profesorado en Historia
- Profesorado en Geografía
- Profesorado en Química
- Profesorado en Física
- Profesorado en Biología
- Profesorado en Letras
- Profesorado en educación especial
  - mentales
  - ciegos
  - sordos
- Licenciatura en Geografía
- Licenciatura en Letras
- Psicopedagogía

### Facultad de la Producción y Medioambiente
- Técnico en Producción Agropecuaria
- Licenciatura en Turismo
- Licenciaturas en Ciencias Ambientales

## Investigación aplicada y extensión

### Emprendimiento productivo caprino
Actualmente, sobre la base de un convenio de cooperación interinstitucional del que participa la UNF, se lleva a cabo un proyecto que tiene entre sus objetivos incrementar el nivel de producción de carne caprina en Formosa y generar excedentes para la venta.

### Recuperación de bosques nativos
Así como un ensayo, denominado Fajas de Enriquecimiento: una alternativa para la recuperación de bosques nativos explotados de la provincia de Formosa - Argentina. El trabajo es el resultado de una investigación realizada desde 1998 en el Campo Experimental del Instituto de Silvicultura, en el Departamento Pirané, Formosa, que, como consecuencia de la presión ejercida por el hombre sobre el recurso forestal durante años, muestra una composición más heterogénea del bosque.

### Extensión contra el Dengue
El compromiso con la sociedad y las actividades de extensión es fundamental en toda universidad nacional nacida del espíritu de la Revolución Universitaria del 18, la UNF no es la excepción, junto con el ministerio de Desarrollo Humano de Formosa coordinó las acciones de los 44 equipos abocados a la campaña sanitaria. El plan se orientó a terminar con los vectores que transmiten enfermedades como el dengue y la fiebre amarilla, y tendrá un lapso de dos meses. Entre otras, implica las tareas de vacunación, fumigación y prevención. Los grupos fueron compuestos por técnicos y profesionales de la municipalidad, del ministerio de Salud y alumnos superiores de la Universidad Nacional de Formosa. Los estudiantes organizarán "brigadas de vacunación" y se encargarán de los análisis clínicos.